# Energiforum Danmark
Energiforum Danmark er en forening der fungerer som en videnbank og et udviklingsforum om reduktion af energiforbruget.
Foreningen blev oprettet i april 1982 med navnet "Foreningen for Energistyring", under tilskyndelse fra Energiministeriet (som blev udskilt fra det daværende Miljøministerium i 1979), og på baggrund af energikrisen (oliekrisen) i efteråret 1973 og arbejdet i det Energispareudvalg, der dengang blev nedsat af det daværende Handelsministerium.
Foreningen skiftede navn til "Foreningen for Energi & Miljø", og senere til "Energiforum Danmark", og under det navn markerede foreningen sit 25-års jubilæum i 2007.
Det angives, at Energiforum Danmark har knap 460 medlemmer fra ca. 350 forskellige virksomheder, kommuner, boligforeninger mv.